# Base aérienne 265 Rocamadour
La base aérienne 265 Rocamadour est une ancienne base aérienne utilisée par l'Armée de l'air française sur le Causse de Gramat dans le Lot (46). Elle se situe à 8 km au nord-ouest de la ville de Gramat dans le Lot. Elle était aussi nommée Camp de Lacalm, ou Viroulou par les locaux, du nom de lieux-dits proches.

## Historique

### Années 1940
Mise en construction en 1939 par le Service des Poudres, cette annexe de la Poudrerie de Bergerac n'a jamais vu le jour car les événements de la guerre en interrompent la réalisation en 1940. Elle ne fut pas mise en exploitation.
En 1947, I'E.A.A. 607 de Saint-Astier met en place un détachement pour procéder aux premiers travaux d'organisation et d'aménagement en vue d'installer les personnels et de stocker des munitions. En 1948, cette annexe passe dans le domaine de l'Armée de l'air sous le nom de Dépôt de Munitions N°646 qui est administré par l'Entrepôt de l'Armée de l'Air n°607 de Saint-Astier (Dordogne).
Le dépôt est alors constitué par douze magasins non merlonnés et équipé d'un chemin de fer à voie étroite. Le personnel est installé dans deux baraques en bois datant de 1939 et abritant une cuisine, un magasin et des bureaux. Il n'y a ni eau ni électricité.

### Années 1950
En 1952, de nouveaux magasins sont mis en chantier et sont terminés en 1953. Ceux-ci portent l'assiette du dépôt à quatre-vingt-douze magasins début 1954.
En 1955, une salle d'artifices et un magasin d'expédition sont construits. Une route circulaire permet l'accès du dépôt aux véhicules. Parallèlement à cette progression, et cela à partir de 1952 jusqu'à 1957, la zone vie, soit la base aérienne actuelle, est construite et prend le nom officiel de "Base Aérienne 265" en 1954.
En effet, les alvéoles de stockage de munitions sont construites et toutes reliées au réseau ferré de voie étroite. Le camp est relié au réseau ferré normal, sur la ligne Brive-Capdenac, entre les gares de Saint-Denis-près-Martel et Rocamadour-Padirac

### Années 1960
En 1960, la piscine est achevée mais ce n'est qu'en 1963 qu'elle se verra dotée d'un dispositif de régulation d'eau. Sur le plan administratif, en 1957, l'établissement passe Annexe d'Entrepôt de Munitions N°1/605. L’entrepôt n°605 étant celui de Savigny-en-Septaine prés d'Avord dans le Cher. 
Et ce n'est que le 1er novembre 1972 que la Base Aérienne 265 et l'Entrepôt de l'Armée de l'Air n°607 deviennent autonomes et prennent leur appellation définitive. La superficie de l'ensemble est de 250 hectares, avec un périmètre de 6,5 kilomètres. Les abris à munitions sont desservis par 23 kilomètres de voies ferrées et 3,4 kilomètres de routes.

### Années 1970-1980
En 1981, cette base disposait de tous les aménagements : un héliport, un stand de tir, un terrain de foot et une piscine ainsi que d'avions en stèle (Fouga CM-170 Magister, Dassault Mystère IV, Dassault MD 315 Flamant).
Le 1er juillet 1984, l'EAA 607 et la BA 265 de Rocamadour sont dissous, date à laquelle le site est repris par la Délégation générale pour l'Armement. Celle-ci utilisera ponctuellement le site pour des études sur les effets du souffle nucléaire ainsi que pour l'analyse des actions terroristes contre les avions. 
Le site devient une friche industrielle en 1997, totalement abandonnée, bien que toujours propriété du ministère de la Défense. 

### Années 2000
Le 29 avril 2004, le site est cédé au Centre national d'instruction cynophile de la gendarmerie de Gramat qui le détient toujours pour la formation et l'entraînement de ses maîtres-chiens.
La grande majorité des bâtiments est très endommagée et offre un spectacle de désolation aux automobilistes qui passent sur la D840 qui longe le camp. Il a depuis fait l'objet de plusieurs projets de reconversion civile (village vacances par exemple), mais aucun d'entre eux n'a vu le jour.
Le 4 février 2025, un projet de création d'un parc photovoltaïque à Viroulou est présenté aux collectivités. Les objectifs sont :
- créer un parc d'une surface de 50 ha à l'horizon 2027 en utilisant une partie des 200 ha du camp militaire de Lacalm,
- préserver la biodiversité et les activités d'entraînement de la Gendarmerie et de ses chiens.